# 블룸즈버리 퍼블리싱
블룸즈버리 퍼블리싱(Bloomsbury Publishing)은 영국의 출판사이다. 조앤 K. 롤링의 《해리포터》의 출판권을 구입한 것으로 제일 잘 알려져 있다.